# Juan Vicente Gómez (paroisse civile)
Pour l’article homonyme, voir Juan Vicente Gómez.
Juan Vicente Gómez est l'une des quatre paroisses civiles de la municipalité de Bolívar dans l'État de Táchira au Venezuela. Sa capitale est El Recreo.